# انتخابات ریاست جمهوری ۲۰۱۹ رومانی
انتخابات ریاست جمهوری ۲۰۱۹ رومانی (انگلیسی: 2019 Romanian presidential election) در 10 نوامبر و دور دوم آن در ۲۴ نوامبر ۲۰۱۹ در رومانی  برگزار شد و کلاوس یوهانیس مجدداً برای ریاست جمهوری برگزیده شد.